# Captain Black (Captain Scarlet)
Captain Black is een personage uit Gerry Andersons supermarionation-sciencefictionserie Captain Scarlet and the Mysterons en de digitaal geanimeerde remake New Captain Scarlet.
Captain Black is een voormalige Spectrumagent die werd gedood door de mysterons, en daarna gereproduceerd als een van hun agenten. Zijn verandering van mens naar Mysteronagent is verwerkt in de eerste aflevering van beide series. Blacks echte naam is niet bekend, maar sommige publicaties vermelden dat dit Conrad Turner is.
Zijn stem werd in de originele serie gedaan door Donald Gray, met uitzondering van de eerste aflevering. In die aflevering deed Jeremy Wilkin de stem van de toen nog menselijke Captain Black (Black stem veranderde eveneens toen hij een mysteronagent werd). In de nieuwe serie werd zijn stem gedaan door Nigel Plaskitt.

## Captain Scarlet and the Mysterons
Black is geboren op 17 maart 2029 in Manchester, Engeland. Hij verloor datzelfde jaar al zijn ouders in de atoomoorlog (2028 – 2034). Hij werd daarna verder opgevoed door een ver familielid. Black studeerde aan Manchester Technical Academy.
Black was een officier van Spectrum die de tweede Zero-X missie naar Mars leidde in 2068. Hij werd gestuurd om vreemde signalen van de planeet te onderzoeken. Op dat moment was men enkel nog op de hoogte van de rotsslangen die daar woonden (te zien in de film Thunderbirds Are Go). Black was geschokt toen hij een buitenaardse stad aantrof. Toen vanuit deze stad een onbekend ras de Martian Exploration Vehicle (MEV) begon te scannen, zag Black dit als een aanval en liet de hele stad vernietigen.
De Mysterons konden via hun proces van retrometabolisering de stad snel herstellen en zonnen op wraak tegen de aarde. Ze vermoordden Black, en reconstrueerden hem als een van hun agenten. Daarna lieten ze hem met de Zero-X terugkeren naar de aarde (de terugkeer van Zero-X werd getoond in de TV21 strip). Terug op aarde werd Black een vaste agent van de Mysterons die veel van hun aanslagen uitvoerde.
Via Captain Black geven de Mysterons hun instructies aan andere agenten op Aarde en laten hen terreurdaden uitvoeren. Maar zelfs onder controle van de Mysterons is Black niet geheel vijandig geworden tegenover mensen. Voorbeeld: in de aflevering "Manhunt" ving hij Symphony Angel en nam haar mee naar een atoomcentrum, maar liet haar gaan voordat ze een dodelijke dosis straling opliep.
In de aflevering "Treble Cross" overleefde een luchtmacht testpiloot een aanslag van de Mysterons en hielp Spectrum in een poging Captain Black te vangen. Ook ditmaal wist Black te ontkomen. Dit doet vermoeden dat de Mysterons hem een soort “zesde zintuig” voor gevaar hebben gegeven.
Black kan als hij in gevaar is in het niets verdwijnen. Dit gebeurde in de afleveringen "The Heart of New York", "Model Spy" en "Inferno".

## New Captain Scarlet
Er zijn een aantal verschillen tussen de originele Captain Black en die uit de remakeserie. In de remakeserie is zijn achternaam Lefkon (dit staat op zijn grafsteen in de eerste aflevering). Voordat hij een Mysteronagent werd, was hij een sympathiek personage. Ook zijn beslissing om de Mysteronstad op Mars aan te vallen lijkt in de nieuwe serie een stuk redelijker aangezien de apparatuur van zijn voertuig de Mysteronscanners als wapen identificeert. Na zijn verandering tot Mysteronagent verandert hij in een stereotiepe schurk die duidelijk plezier heeft in de wandaden die hij pleegt.
In tegenstelling tot de originele serie is Captain Blacks stem in zowel zijn menselijke als mysteronvorm hetzelfde, en verandert enkel als de Mysterons direct controle nemen over zijn lichaam en via hem spreken. Ook gloeien zijn ogen soms groen op als de Mysterons hem weer een opdracht geven.